# Cruz de guía

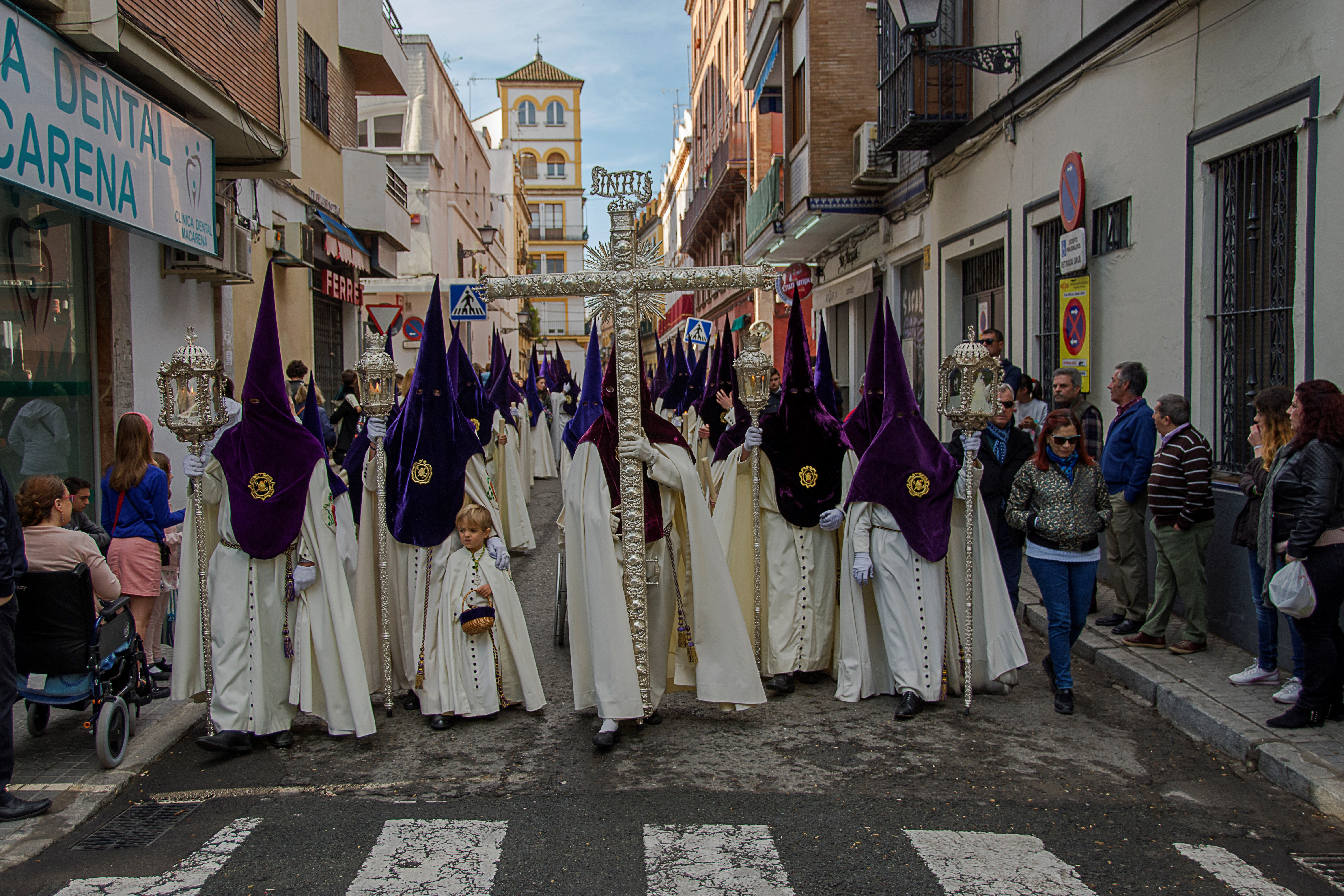
Cruz de guía de la Hermandad de la Macarena, Sevilla.

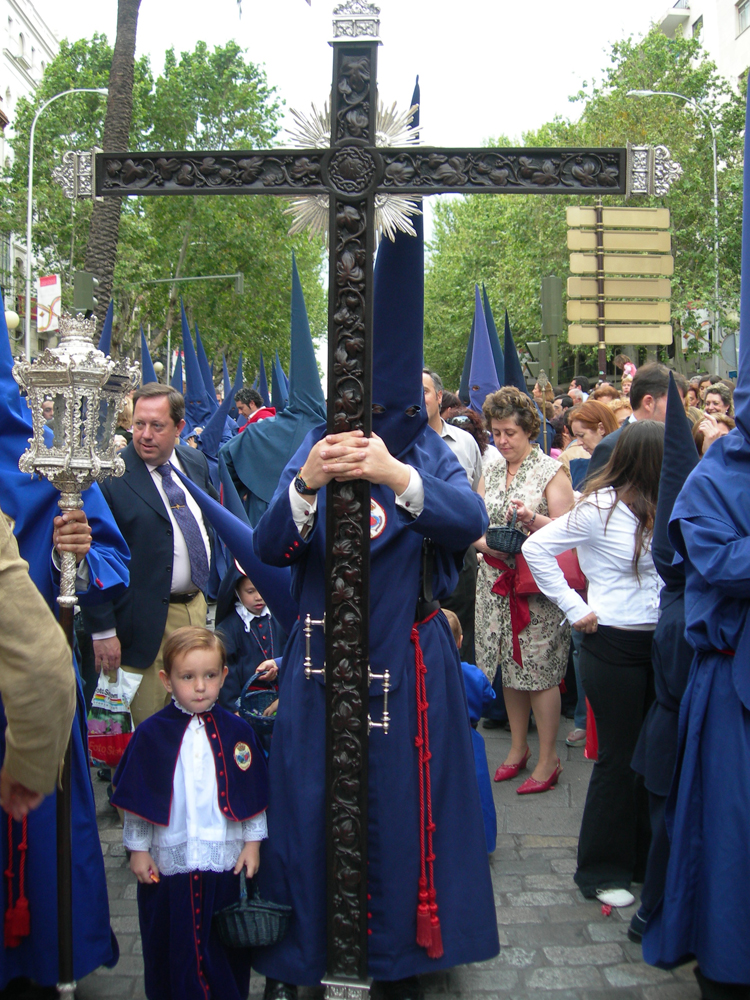
Cruz de guía de la Hermandad del Baratillo, Sevilla.

La cruz de guía es la insignia que, portada por un hermano de la cofradía, encabeza las procesiones de la Semana Santa. Suele tener unos dos metros y medio de altura y carece de la figura de Cristo crucificado. En Málaga se la llama también cruz-guía y en Reus (provincia de Tarragona) cruz de la Pasión.

## Características
El historiador Juan Carrero Rodríguez, en su Diccionario cofradiero define a la cruz de guía como:

Insignia que abre marcha en las procesiones de Semana Santa desde el siglo XVIII, siendo portada por un cofrade de nazareno. Varían los materiales en que están ejecutadas, destacando las realizadas en maderas oscuras y con cantoneras de orfebrería. Otras son de metal con ornamentación repujada; de madera y ricas tallas, en su color o doradas; de carey...

No existe un patrón común. Unas son de materiales preciosos y otras simplemente son de madera, que puede presentarse como dos troncos cruzados (arbórea) o como dos tablas. A veces incorporan el cartel INRI en la parte superior o se le añaden detalles suntuosos o simbólicos, como una frase, unas potencias o un sagrado corazón. Por ejemplo, la Hermandad de la Vera Cruz sevillana tiene escrita en su cruz de guía la frase "Toma tu cruz y sígueme". A veces, los adornos de la cruz se realizan con plata.
La de la hermandad sevillana de la Quinta Angustia es pequeña, está sobre una vara y se cubre con un paño morado.
No suelen ser elementos que generen una devoción particular, salvo en casos concretos. La Hermandad del Silencio de Sevilla tiene a la Cruz de Jerusalén como titular de la cofradía y, por ello, su cruz de guía tiene esa forma y genera una especial devoción.
A veces la cruz de guía tiene algún tipo de comitiva. Por ejemplo, la cruz de guía de la Hermandad de la Virgen de la Estrella sevillana va precedida por una comitiva a caballo y la cruz de guía de la Hermandad de Santa Cruz de Sevilla escolta su cruz con cuatro hermanos con faroles de plata.
En la antigüedad las cofradías usaban una cruz de enagüilla que hoy en día solo conserva la hermandad sevillana de la Sagrada Mortaja. Según Juan Carrero Rodríguez las cruces de enagüilla son:

Las que en la antigüedad abrían la marcha en las procesiones y representaban a la parroquia donde se encontraba la corporación canónicamente establecida. Constaba en una pértiga alta que remataba en una cruz grande, de donde bajaba una enagüilla a la manera de faldilla. En la actualidad, la única hermandad que saca esta cruz en la cabecera del cortejo, es la de la Sagrada Mortaja. Así mismo se ha vuelto a reproducir en representaciones parroquiales, acompañada por dos acólitos ceroferarios.

La cruz de enagüilla es muy similar a la manguilla, que es una cruz sobre una pértiga con una enagüilla que procesiona representando a la parroquia donde la hermandad tiene su sede. La manguilla y la cruz de enagüilla son poco comunes en la actualidad.